# Temple Emanu-El de New York
Le Temple Emanu-El de New York est la première communauté juive libérale de New York, par sa taille et son histoire. Depuis sa fondation en 1845, elle est considérée comme la tête de file de cette branche du judaïsme. Son bâtiment de style néo-roman, érigé en 1928 sur la Cinquième Avenue de Manhattan face à Central Park, est l’une des plus grandes synagogues du monde. Emanu-El (Emmanuel) signifie « Dieu est avec nous » en hébreu. 
La congrégation rassemble actuellement près de 2 000 familles. Depuis juillet 2013, elle est dirigée par le Grand-rabbin Joshua M. Davidson. Le temple abrite le musée du judaïsme Bernard, une collection de plus de 1 000 objets sur le judaïsme. 

## Histoire

### 1845-1926
En avril 1845, la congrégation Emanu-El est fondée par 33 juifs originaires d'Allemagne réunis dans une salle louée près de Grand Street et Clinton Street à Manhattan. Les premiers services tenus sont orthodoxes. Le "Temple" déménage plusieurs fois au fur et à mesure que la congrégation s’agrandit et s'enrichit. 
En octobre 1847, la congrégation déménage dans une ancienne église méthodiste au 56, rue Chrystie. La congrégation charge l'architecte Léopold Eidlitz d'élaborer des plans pour la transformation du temple protestant en synagogue. Des dérogations radicales à la pratique religieuse orthodoxe sont introduites dans le Temple Emanu-El, et établissent le judaïsme réformé dit «classique» en Amérique. En 1848, la langue vernaculaire allemande parlée par les fidèles remplace la langue liturgique traditionnelle en hébreu dans les livres de prières. Les instruments de musiques, normalement bannis des synagogues, sont utilisés lors des offices et un orgue est installé en 1849. En 1853, la tradition consistant à appeler les fidèles pour les aliyot est abolie (mais conservée pour les cérémonies de la bar-mitsva), confiant la lecture de la Torah exclusivement au rabbin. En 1869, le bâtiment de la rue Chrystie devint la maison de la congrégation Beth Israel Bikur Cholim  ,. 
En 1854, le temple Emanu-El est transféré dans la 12e rue et de nouvelles réformes sont introduites. Le plus controversé est l'adoption de sièges mixtes, permettant aux familles de s'asseoir ensemble, au lieu de séparer les sexes de part et d'autre d'une mechitza. Après un débat houleux, la congrégation décide d'observer Rosh Hashana pendant un jour seulement, au lieu des deux jours habituels. En 1857, après la mort du rabbin fondateur, Merzbacher, les fidèles germanophones forment encore la majorité de la congrégation et nomment un autre juif allemand pour le remplacer, Samuel Adler.

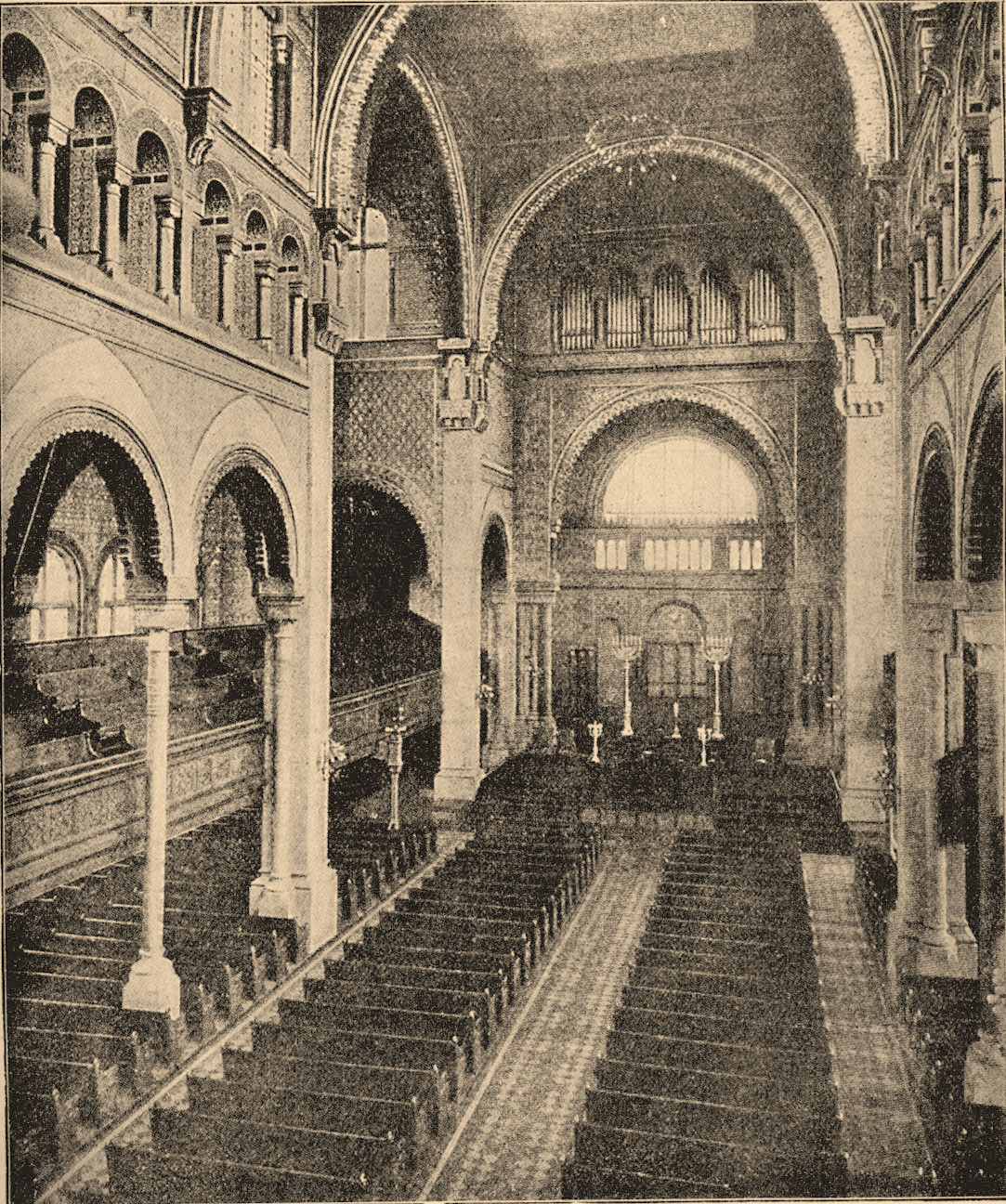
Intérieur de l'ancien temple (1868) d'Emanu-El, alors au coin de la 43e rue et de la 5e avenue.

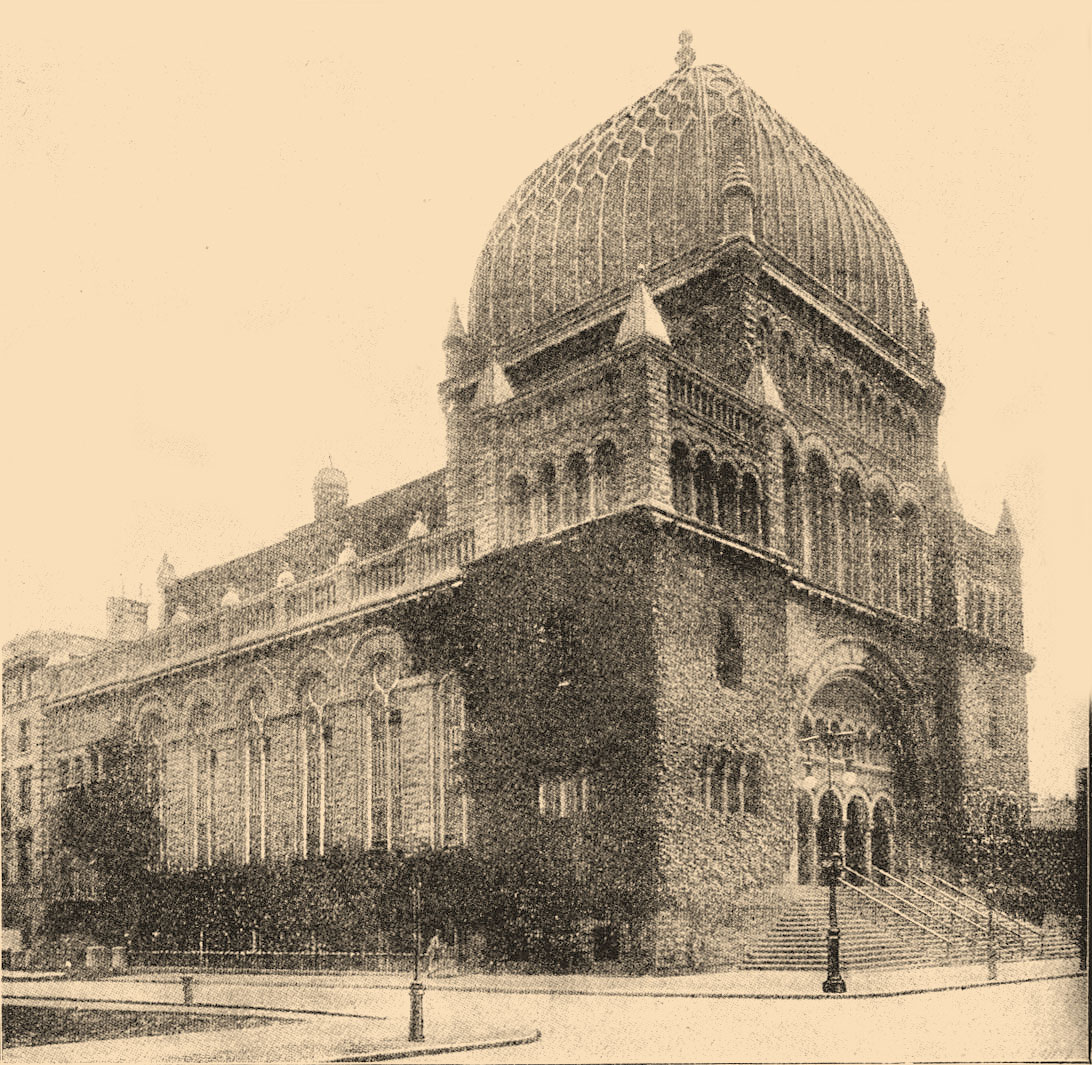
Le temple Beth-El de la 76e rue, qui fusionne en 1927 avec Emanu-El.

En 1868, une nouvelle synagogue est construite en style néo-mauresque selon les plans des architectes Léopold Eidlitz et Henry Fernbach au coin de la 43e rue et 5e avenue, en face de Central Park. En 1873, la congrégation engage son premier rabbin anglophone, Gustav Gottheil, originaire de Manchester, en Angleterre. En 1888, Joseph Silverman devient le premier rabbin né aux Etats-Unis à officier au Temple. Il était membre de la deuxième promotion du Hebrew Union College. Dans les années 1870 et 1880 sont introduites de nouvelles réformes. Les hommes peuvent prier sans porter de kippa pour se couvrir la tête. Les cérémonies de bar-mitsva ne sont plus organisées. L'Union Prayer Book est adopté en 1895. 
Felix Adler, fondateur du mouvement Ethical Culture, arrive enfant à New York alors que son père, Samuel L. Adler, est rabbin de Temple Emanu-El. En 1924, Lazare Saminsky devient directeur musical du Temple. Il en fait un centre de musique juive. Il a composé et commandé de nouvelles musiques pour les services du temple. 

### Depuis 1926

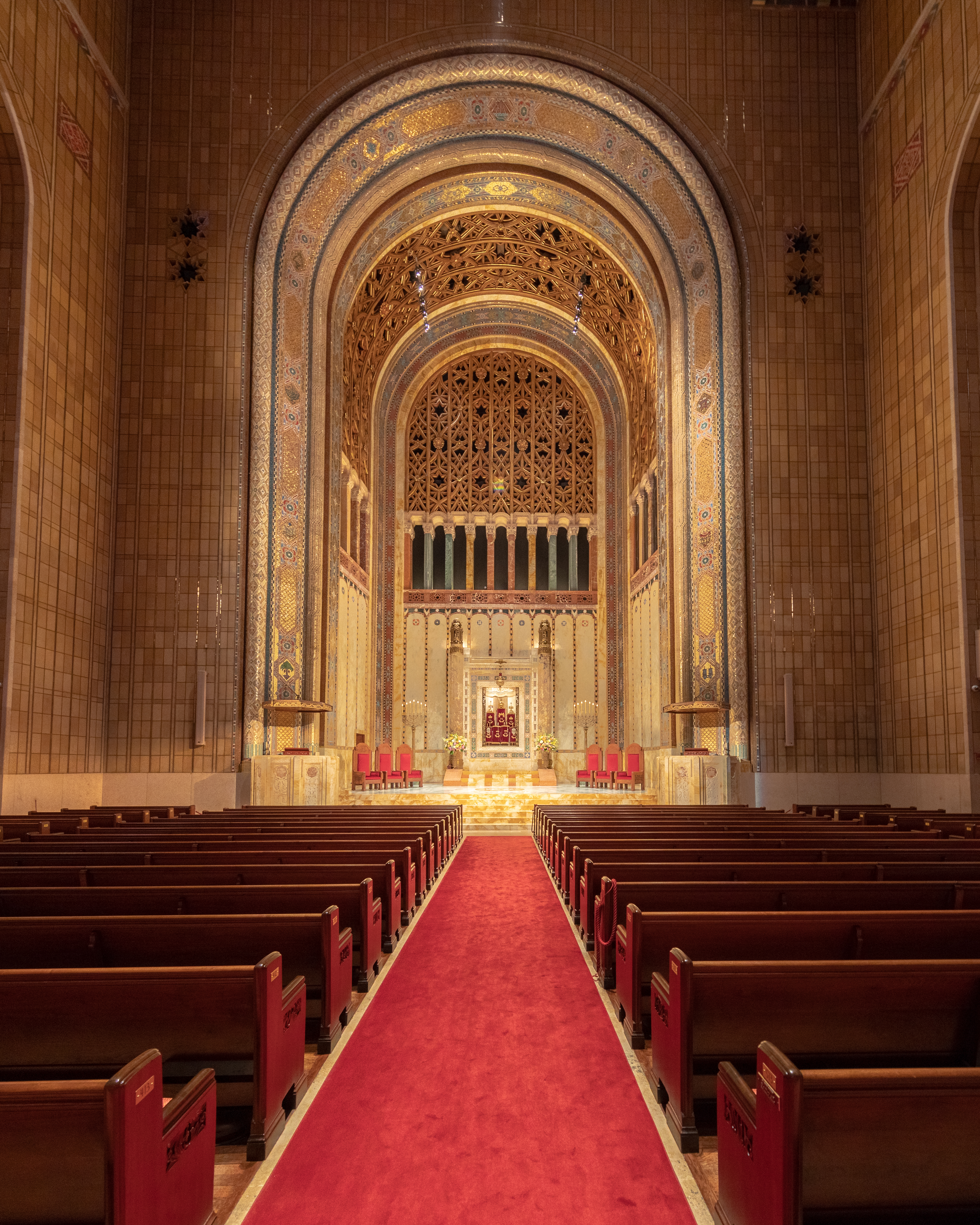
Intérieur du temple actuel.

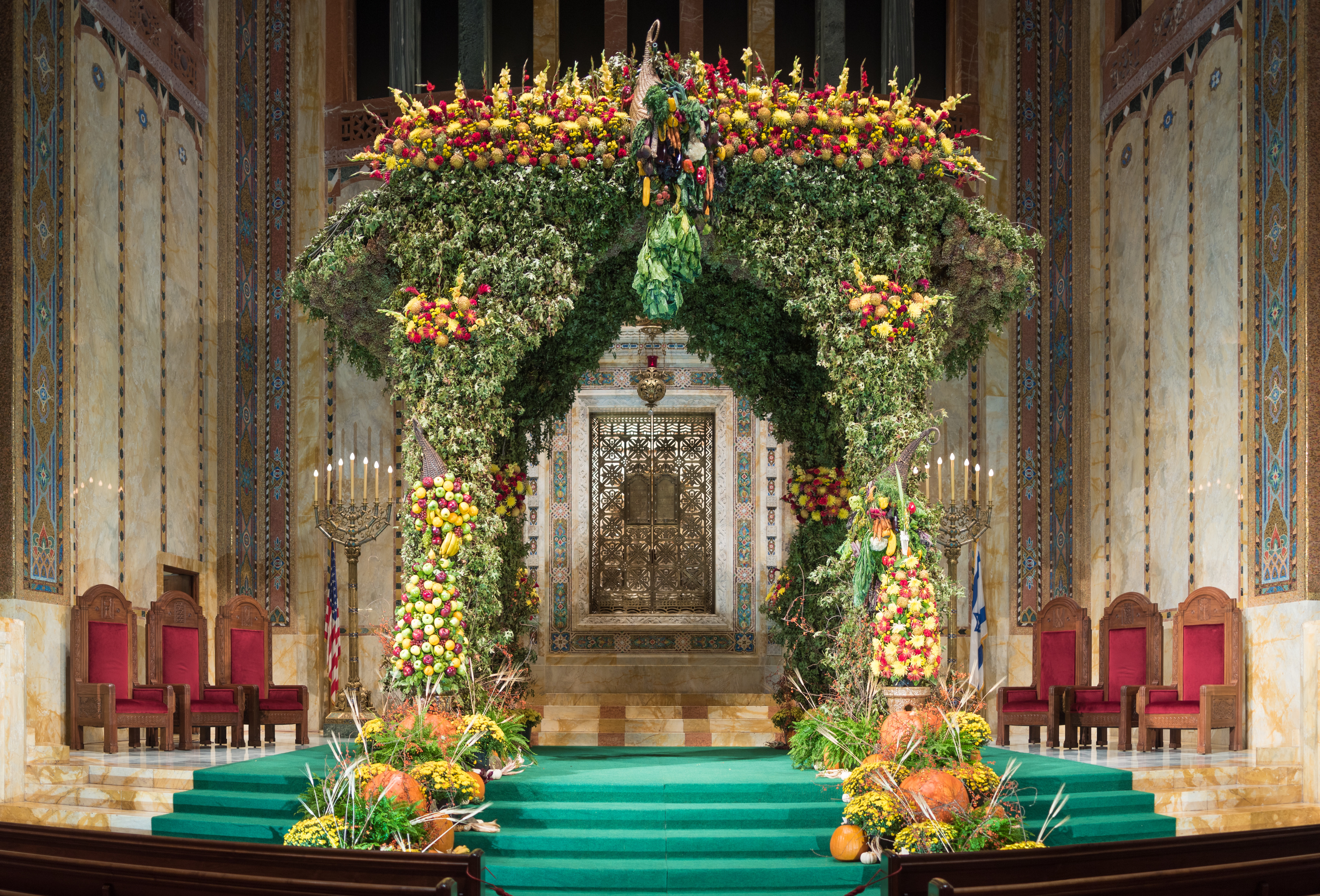
Une soukka dans le temple Emanu-El. Octobre 2019.

En janvier 1926, la synagogue construite en 1868 est vendue au promoteur Benjamin Winter Sr. au prix de 6 500 000 $, puis cédée à Joseph Durst en décembre 1926 pour 7 000 000 $. En 1927, Durst fait démolir le bâtiment pour faire une opération immobilière. 
Le 11 avril 1927, les communautés de la 5e avenue de New York, le Temple Emanu-El de la 43e et le Temple Beth-El de la 76e rue s'unissent. En 1929, la congrégation déménage à son emplacement actuel, au croisement de la 65e rue et de la Cinquième Avenue. Le temple est construit selon les plans de l'architecte Robert D. Kohn sur l'ancien site de la maison de Mme William B. Astor. La salle peut accueillir 2 500 personnes, plus que la cathédrale catholique Saint-Patrick de New York, établie cinq rues plus au sud depuis 1876. Une grande structure moderne en acier soutient le toit. 
Dans les années 1930, Emanu-El accueille un grand nombre de Juifs démunis originaires d'Europe de l'Est, parlant yiddish et attachés à une pratique orthodoxe du judaïsme Ashkénaze. Emanu-El est alors dirigé par des juifs de langue allemande appartenant à l'élite intellectuelle et financière de New York, dont l'approche libérale du judaïsme tire ses racines de l'émancipation civique des Juifs en Europe de l'Ouest. Les descendants d'immigrés d'Europe de l'Est rejoignant le Temple Emanu-El sont ainsi souvent tirés vers le haut et intégrés dans la société américaine. Cependant, l'arrivée de ces nouveaux fidèles contribue à ralentir voire à stopper le processus de réforme du judaïsme envers le ritualisme historique. 
En 1973, David M. Posner rejoint l'équipe de rabbins. Reconnu pour son implication active dans la communauté, il est nommé rabbin émérite de la congrégation après sa retraite.

## Membres notables
- Michael Bloomberg
- Rochelle Walensky
- Charles Frohman
- Herbert H. Lehman
- Adolph Ochs
- Joan Rivers
- David Sarnoff
- Eliot Spitzer
- Felix M. Warburg
- Shoshanna Lonstein Gruss